# Potten, Uppland
Potten är en sjö i Värmdö kommun i Uppland och ingår i Norrström-Tyresåns kustområde. Sjön är 4,9 meter djup, har en yta på 0,003 kvadratkilometer och befinner sig 31 meter över havet.